# Bosanski Šamac (Odžak)
Pour les articles homonymes, voir Bosanski Šamac.
Bosanski Šamac (en cyrillique : Босански Шамац) est un village de Bosnie-Herzégovine. Il est situé dans la municipalité d'Odžak, dans le canton de la Posavina et dans la fédération de Bosnie-et-Herzégovine. Selon les premiers résultats du recensement bosnien de 2013, il ne compte aucun habitant.
Avant la guerre de Bosnie-Herzégovine, Bosanski Šamac faisait entièrement partie de la municipalité du même nom, appelée aujourd'hui Šamac ; à la suite des accords de Dayton (1995), une partie de la localité a été rattachée à la municipalité d'Odžak intégrée à la fédération de Bosnie-et-Herzégovine.

## Démographie

### Évolution historique de la population
| 1948 | 1953 | 1961  | 1971  | 1981  | 1991  | 2013 |
| ---- | ---- | ----- | ----- | ----- | ----- | ---- |
| -    | -    | 3 654 | 4 877 | 5 605 | 6 239 | 0    |

|  |